# Barvy Framar
Barvy Framar s. r. o. je firma specializující se na distribuci barev, laků a malířských potřeb. Byla založena v roce 1905 a od roku 1935 sídlí v pražských Modřanech. Framar (spojení jmen zakladatele Františka Martínka) vlastní pražská rodina Martínků již pátou generaci (k roku 2019). Během první republiky si Framar své produkty, nátěrové hmoty, taktéž vyráběl a následně distribuoval. Framarskými barvami malovali své obrazy i Josef Lada, Tichý, Rada, Zikmund nebo Hofman, kteří se aktivně podíleli na složení receptury olejových barev pro umělce.[zdroj?]

## Historie

### Založení
Framar byl oficiálně založen roku 1905 jako živnost lakýrnická v pražské Liliové ulici v Domě „U Vořechovských“. Otec zakladatel František Martínek starší byl vyučen „lakýrnický dělník-kočárník“. Své znalosti a dovednosti zdokonaloval během své cesty po Evropě v Rakousku, Německu a Maďarsku.
Z počátku firma Framar, tenkrát ještě pod názvem František Martínek, zaměstnávala 3-5 lidí personálu v letním období. V zimě pracoval František Martínek starší sám. S rozvojem živnosti však stoupal rozsah prací a potřeba fermežových barev. Proto František Martínek starší zakoupil nálevkový třecí stroj o obsahu 50 litrů poháněný elektromotorem. Barvy si třel jen pro potřebu vlastní živnosti, fermež, laky i pigmenty kupoval. Celoročně vyráběl asi pět tun barev.

### Po první světové válce
V roce 1919 do firmy nastoupil syn, František Martínek mladší (narozen r.1903), jakožto učeň. Framar se přestěhoval do nových prostor v ulici U Staré školy. Celoroční výroba barev se zvýšila na víc než deset tun, dílna byla vybavena tříválcem 80 cm, míchačkou na 100 litrů, postupně k nim přibyly i dva duplikátorové kotle, pod nimiž se topilo plynem.[zdroj?]
Ve 20. letech 19. století si František Martínek mladší nechal patentovat „lakýrnický věšák“. Věnoval se i zdokonalování výroby barev. Pro svou tehdejší hlavní výrobní činnost – výrobu emailů na šperky – kupoval francouzskou pryskyřici a americkou tmavší k výrobě laku do tmele. Začal ve volném čase pracovat na prvních pokusech ve výrobě a vaření laků a emailů, ale navíc v průběhu dovolené podnikal s manželkou studijní cesty do ciziny. V roce 1929 na motocyklu cestoval po Švýcarsku, Francii a Itálii, o rok později autem Aero zavítal do Skandinávie a pobaltských zemí Estonska, Lotyšska a Litvy.
V roce 1930 se František Martínek starší stal společníkem firmy Lakovar-chemická továrna, spol. s r.o. v Hradci Králové, s druhým největším podílem.

### Změna majitele a hospodářská krize
V roce 1932 odkoupil František Martínek mladší firmu od svého otce v době nejhlubší hospodářské krize. Lakýrnické práce prováděl za použití vlastních barev, laků a emailů. Zprvu zaměstnával dva pracovníky, později se jejich počet dle potřeby zvyšoval. Zúčastňoval se pravidelně veřejných soutěží svého oboru a v konkurenci 30-40 firem z celé Československé republiky končil vždy mezi pěti nejlepšími.[zdroj?]
Podle zápisků v nevydaném deníku Františka Martínka mladšího bylo tehdy zaměstnancům umožněno nahlížet do firemního účetnictví a měli také podíl na zisku. Maximální pracovní doba měla být stanovena na 48 hodin týdně.

### Období prosperity
V třicátých letech se firma rychle rozrostla. V roce 1935 byl dostavěn výrobní objekt v Modřanech pod označením „František Martínek, výroba barev a laků Framar.“ Součástí byla varna s hliníkovým kotlem o obsahu 800 litrů a dvěma kotli o obsahu 200 litrů. Třecí zařízení pak sestávalo ze čtyř stojatých „třívalců“ a tří míchaček, vyráběly se zhuštěné oleje, fermeže a laky. Roku 1938 získal Framar smlouvu na nátěry sloupů elektrického vedení po celé Praze. O rok později byl zakoupen vedlejší pozemek v Modřanech a postavena továrna – nová větší varna a zapuštěný zásobník na ředidla o obsahu 10 000 litrů. Počet zaměstnanců se rozrostl na 18 dělníků a jednu až dvě administrativní pracovnice.
Již předtím v roce 1938 Framar opostil původní krám U Staré školy, pronajala si nový, podstatně větší, v Pařížské ulici 34. Výloha obchodu dostávala každé dva týdny novou podobu (obrazy, sochy, keramika, vše spojeno s firemními tubami barev pro umělce). Do obchodu mířilo stále více odběratelů zvučných jmen v československém malířství, např. Lada, Tichý, Hofman, Rada, Zikmund. Právě při výrobě olejových barev pro umělce firma úzce spolupracovala s významnými výtvarníky. Ti dávali své posudky na jasnost barevných tónů, konsistenci, světlostálost, atd. Kvalita výrobků se tak neustále zvyšovala. Řada z nich docházela do výrobny v Modřanech a zúčastňovala se míchání i tření, konečné fáze a plnění tub.[zdroj?]

### Období socialismu
Po válce byla lakýrnická činnost zastavena a Framar se soustředil pouze na výrobu nátěrových hmot. Rozšířil sortiment, téměř třetinu produkce tvořily umělecké barvy-vodové, anilinové, temperové a olejové. Rozvoj firmy byl však přerušen v březnu 1949, kdy byla na firmu uvalena národní správa a 27. prosince 1949 byl nucen František Martínek předat výrobu včetně osazenstva národnímu podniku Spojené továrny na barvy a laky. František Martínek mladší byl následně poslán do pracovního tábora v Jáchymově, kde strávil další čtyři roky.

### Po sametové revoluci
V roce 1991 byla Ing. Jiřímu Martínkovi, synovi Františka Matínka mladšího, vrácana na základě restitučního zákona část dílen. Jednalo se hlavně o prázdné budovy bez zařízení, které bylo povětšinou rozkradeno.[zdroj?] Další firemní majetek zabavený státní správou získal Jiří Martínek po osmi letech soudní pře.[zdroj?]
Pomocí dvoumiliónové půjčky byl Modřanech v roce 1992 otevřen velkoobchod s nátěrovými hmotami. Framar se snažil cílit svůj prodej především do oblasti malých a středních firem se zaměřením na stavebnictví, malířské a natěračské práce, kovovýrobu, zpracování a úpravu dřeva a na specializované prodejny. V roce 1994 byl zakoupen z Finska tónovací automat plně řízený počítačem se systémem Monicolor, o tři roky poté další automat se systémem Temacolor.
V období 1991-2002 firma nesla název „Ing. Jiří Martínek – Framar“. 
Na začátku druhého tisíciletí se do firemní struktury zapojila také Monika Bílková Martínková, dcera Jiřího Martínka.

## Sortiment
Sortiment firmy zahrnuje také produkty využívané v průmyslových odvětvích jako je například antikorozní ochrana a odvětví dřevozpracujícího průmyslu. Hlavní oblasti tónování jsou fasádní a malířské barvy, krycí barvy na kov a dřevo a minerální podklady, lazurovací laky, dekorativní omítky. Důraz je kladen na prosazování vodou ředitelných nátěrových hmot, vzhledem k jejich příznivějšímu vlivu na životní prostředí proti klasickým rozpouštědlovým. Framar se oproti dřívějšku snaží více oslovit také klienty na internetu, lajky a domácí kutily.

## Velká cena Framaru
V roce 1938 František Martínek založil tradici nového cyklistického závodu nesoucího jméno Framar. Stal se z něj nejstarší sprintérský závod na dráze (po Velké ceně Paříže).[zdroj?] Velká cena Framaru je pořádána každoročně s výjimkou tří let. Sám zakladatel závodu byl sportovcem, pěstoval atletiku a cyklistiku. Od roku 1941 se Velká cena Framaru jezdí na velodromu v Praze Strašnicích. Na start se za dobu pořádání závodu postavilo a do listiny vítězů Framaru zapsalo mnoho závodníků z 22 zemí, včetně mistra světa a olympijského vítěze Antona Tkáče a mistra Evropy Pavla Buráně. V Od roku 2000 je závod zapsán mezi 10 Velkých cen sprinterů světového kalendáře mezinárodní cyklistické unie.